# Anleitung zur sexuellen Unzufriedenheit
Anleitung zur sexuellen Unzufriedenheit ist die Filmversion des gleichnamigen Bühnenprogramms des österreichischen Kabarettisten Bernhard Ludwig aus dem Jahr 2002. Das Markenzeichen des ausgebildeten Psychologen und Psychotherapeuten ist die Anreicherung seines Programms mit psychotherapeutischen Themen, die er mit dem Film erstmals ins Kino bringt.
Nach dem Kinostart am 1. August 2002 haben den Film in Deutschland über 80.000 Leute gesehen. Das Einspielergebnis betrug knapp 450.000 Euro.

## Handlung
Der Film zeigt eine komprimierte Version von Ludwigs Kabarettprogramm. Dabei steht er allein auf der Bühne und erklärt dem Publikum, unterstützt durch einen Filzstift und ein Flipchart, wie Mann und Frau sexuell unzufrieden werden oder bleiben. Im zweiten Teil erfolgt das „sexual healing“ (deutsch: Sexuelle Heilung). Anhand von renommierten Sexualtherapeuten werden interaktiv mit dem Publikum Lösungsvorschläge erarbeitet und mitgegeben.

## Hintergrund
Ungewöhnlich ist nicht nur, dass das Kabarettprogramm als Film im Kino lief, sondern auch, dass vom Publikum mehr verlangt wird als passives Konsumieren. Damit die „Anleitung“ funktioniere und ihre volle Wirkung entfalten könne, wurde vom Filmverleih ein Katalog von insgesamt 10 Regeln zusammengestellt. Dazu gehörte eine Sitzordnung, bei der Frauen strikt links, Männer rechts sitzen sollten, um die „ungestörte, anonyme Mit-Arbeit zu ermöglichen“; das Kinopersonal war angewiesen, den Film erst zu starten, wenn die Sitzordnung eingehalten war. Des Weiteren sollte die unmittelbare Nachbarschaft zu Bekannten vermieden werden. Dazu Regisseur Peter Hackl: „Unser Projekt verstößt so ziemlich gegen alle Regeln, die für einen Kinofilm gelten. So gesehen handelt es sich zwar rein technisch um einen Kinofilm, was da im Kinosaal allerdings passiert, möchte ich eher als Sinneserlebnis mit eigenen Regeln bezeichnen.“

## Kritik
„Ganz allein auf einer Bühne spricht der freundliche rundliche Herr mit dem ‚Rosengarten‘ (Fastglatze) ungeniert, spaßig, lustvoll und lustig 99 Minuten lang kurzweilig über das Thema Nr. 1 und bereitet dem Publikum mit seinen Erkenntnissen und hintersinnigen Fragestellungen ein Vergnügen besonderer Art. Wer hier nicht lacht, ist für Sex und Kino verloren.“

„Ohne einen sichtbaren Schnitt filmt die Produktion einen Kabarettabend des Psychologen Bernhard Ludwig ab, in dem er sich mit dem Thema Sexualität befasst und Fragen ans Live-Publikum stellt, die auch ans Kinopublikum gerichtet sind. Ein filmisch dem Konzept entsprechend anspruchsloser, inhaltlich dafür aber sehr amüsanter Versuch, einen Theatererfolg direkt auf die Leinwand zu projizieren. Überzeugend mischt Ludwig angebliche wissenschaftliche Studien mit Lebenserfahrung und Witz.“